# 보개초등학교 가율분교
보개초등학교 가율분교는 대한민국 경기도 안성시에 있었던 공립 초등학교이다.

## 학교 연혁
- 1967년 12월 17일 : 보개국민학교 가율분교장 개교
- 1972년 3월 1일 : 가율국민학교로 개편
- 1996년 3월 1일 : 가율초등학교로 개칭
- 2011년 3월 1일 : 보개초등학교 가율분교로 개편[2]
- 2019년 3월 1일 : 보개초등학교로 통폐합 (신축부지)

## 참고 자료
- 보개초등학교가율분교장 - 한국교육학술정보원 학교알리미

## 같이 보기
- 보개초등학교
- 서삼초등학교